# Lophostoma ovatum
Lophostoma ovatum är en tibastväxtart som beskrevs av Carl Daniel Friedrich Meisner. Lophostoma ovatum ingår i släktet Lophostoma och familjen tibastväxter. Inga underarter finns listade i Catalogue of Life.